# Pavel Janáček
Pour les articles homonymes, voir Janáček (homonymie).
Pavel Janáček (16 janvier 1968, Prague) est historien de la littérature tchèque et critique littéraire. Il est spécialiste de la littérature populaire et de la culture littéraire des XIXe et principalement du XXe siècle, plus récemment de l’histoire de la censure. 
N’ayant pas pu, pour des raisons politiques, entrer à la Faculté des lettres de l´Université Charles de Prague, il a étudié à l’École supérieure d’économie de Prague. Dans les années 1990-1995, il participe à la rubrique littéraire du quotidien Lidové noviny. En 1995, il est membre de la rédaction de la revue Tvar. En 1995, il entre comme chercheur à l’Institut de littérature tchèque de l’Académie des sciences de la République tchèque, tout d’abord au sein du département de littérature contemporaine puis du département pour l’étude de la culture littéraire. Depuis 2010, il est le directeur de l’Institut de littérature tchèque de l’Académie des sciences de la République tchèque. De 2003 à 2010, il a enseigné à l’Institut de littérature tchèque et comparée à la Faculté des lettres de l’Université Charles. Il est responsable d’une émission régulière sur la station de la Radio tchèque Vltava, « Un mot sur la littérature » (Slovo o literatuře) où il présente, en compagnie d’un invité, l’actualité littéraire de la République tchèque.